# Gotthard Handrick
Karl Hermann Gotthard Handrick (Zittau, 25 oktober 1908 - Großhansdorf, 30 juli 1978) was een Duits modern vijfkamper.

## Biografie
Handrick werd in 1936 olympisch kampioen moderne vijfkamp. Hij werd de eerste niet Zweeds olympisch kampioen moderne vijfkamp.
Hij was een militair in de Wehrmacht. Hij was als commandant betrokken bij Operatie Bodenplatte.

## Belangrijkste resultaten

### Olympische Zomerspelen
| Jaar | Plaats  | Discipline       | Onderdeel   | Resultaat |
| ---- | ------- | ---------------- | ----------- | --------- |
| 1936 | Berlijn | moderne vijfkamp | individueel | Goud      |

- Gemeinsame Normdatei: 1052968538
- Virtual International Authority File: 310508259

1912: Gösta Lilliehöök ·
1920: Gustaf Dyrssen ·
1924: Bo Lindman ·
1928: Sven Thofelt ·
1932: Johan Oxenstierna ·
1936: Gotthard Handrick ·
1948: William Grut ·
1952: Lars Hall
1956: Lars Hall ·
1960: Ferenc Németh ·
1964: Ferenc Török ·
1968: Björn Ferm ·
1972: András Balczó ·
1976: Janusz Pyciak-Peciak ·
1980: Anatoli Starostin ·
1984: Daniele Masala ·
1988: János Martinek ·
1992: Arkadiusz Skrzypaszek  ·
1996: Aleksandr Parygin ·
2000: Dmitri Svatkovski ·
2004: Andrej Moisejev ·
2008: Andrej Moisejev ·
2012: David Svoboda ·
2016: Aleksandr Lesoen ·
2020: Joe Choong ·
2024: Ahmed El-Gendy